# Sara Gazarek

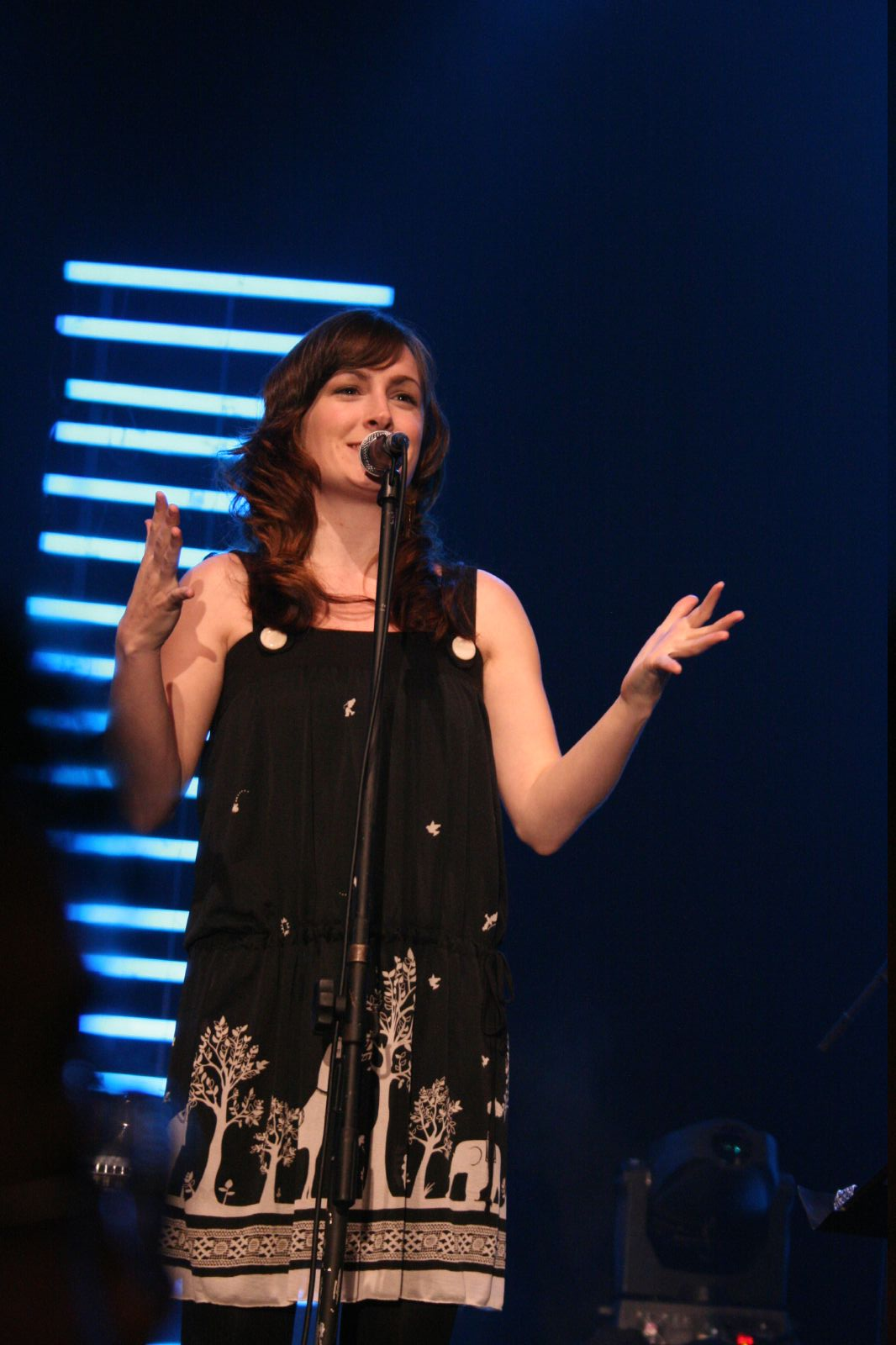
Sara Gazarek (2008)

Sara Gazarek (* 26. Februar 1982 in Seattle, Washington) ist eine amerikanische Jazzsängerin. Der Kritiker Don Heckman von der Los Angeles Times hält sie für „die nächste wichtige Jazzsängerin.“

## Leben und Wirken
Gazarek entdeckte erst auf der Roosevelt High School in Seattle den Jazz. Noch als Schülerin erhielt sie den Ella Fitzgerald Foundation Outstanding Jazz Vocalist Award. Im Jahr 2000 zog sie nach Los Angeles, wo sie die Thornton School of Music der University of Southern California besuchte. 2003 gewann sie den Downbeat Student Music Award als beste Sängerin der Collegeszene. Als Teil des Concord Jazz Festival on Tour trat sie mit Oleta Adams, Karrin Allyson und Diane Schuur quer durch die USA auf.
Produziert von John Clayton veröffentlichte Gazarek 2005 ihr Debütalbum, Yours. Dieses erhielt gute Kritiken und erreichte die Top 10 der Billboard Traditional Jazz Charts; in Frankreich und Deutschland war es im Jazzbereich der Top-Album-Download bei iTunes. Die Leser der JazzTimes wählten sie unter die besten Nachwuchsjazzmusiker. Ihr zweites Studioalbum, Return to You, erschien 2007. Weiter nahm sie mit der deutschen Band Triosence auf (Where Time Stands Still). Auch tritt sie mit ihrem Pianisten Josh Nelson im Duo auf.
Gazarek lebt und arbeitet in Los Angeles. Sie hat seit 2014 Lehraufträge an der University of Southern California.
2018 gründete sie mit drei weiteren Sängerinnen Säje. 2023 gewann sie als Teil des Jazz-Quartetts einen Grammy in der Kategorie Bestes Arrangement von Instrumenten und Gesang.

## Diskographische Hinweise
- Yours (Native Language, 2005, mit Josh Nelson, Erik Kertes, Matt Slocum)
- Live at the Jazz Bakery (Native Language, 2006, mit Josh Nelson, Erik Kertes, Matt Slocum sowie Katisse Buckingham)
- Return to You (Sail, 2007, mit Josh Nelson, Erik Kertes, Matt Slocum, sowie Ambrose Akinmusire, John Proulx, Seamus Blake)
- Blossom & Bee (Palmetto Records, 2012, mit Josh Nelson, Hamilton Price, Zach Harmon, sowie John Pizzarelli und Larry Goldings)
- Dream in the Blue (Steel Bird Music, 2016), mit Josh Nelson
- Thirsty Ghost (2019)